# Зменниця
Зменниця (пол. Zmiennica) — село в Польщі, у гміні Березів Березівського повіту Підкарпатського воєводства.
Населення — 1201 особа (2011).

## Історія
Село знаходиться на заході Надсяння, де внаслідок примусового закриття церков у 1593 р. населення зазнало латинізації та полонізації.
За переписом 1900 року в селі налічувалось 136 будинків і 724 жителі (699 римокатоликів, 6 грекокатоликів, 18 юдеїв та 1 іншого віровизнання), наявна однокласова початкова школа; на землях фільварку було 5 будинків, у яких проживало 26 жителів (23 римокатолики і 3 грекокатолики).
У 1975-1998 роках село належало до Кросненського воєводства.

## Демографія
Демографічна структура станом на 31 березня 2011 року:
|          | Загалом | Допрацездатний вік | Працездатний вік | Постпрацездатний вік |
| -------- | ------- | ------------------ | ---------------- | -------------------- |
| Чоловіки | 601     | 142                | 403              | 56                   |
| Жінки    | 600     | 144                | 328              | 128                  |
| Разом    | 1201    | 286                | 731              | 184                  |